# Der Irland-Krimi: Familienbande
Familienbande ist ein deutscher Kriminalfilm von Matthias Tiefenbacher aus dem Jahr 2022. Es handelt sich um die fünfte Episode zur ARD-Kriminalfilmreihe Der Irland-Krimi. Die Erstausstrahlung erfolgte am 29. September 2022 im Rahmen des Donnerstags-Krimis zur Hauptsendezeit auf Das Erste.

## Handlung
Die in Galway ansässige deutsche Psychologin Cathrin Blake beschäftigt sich diesmal mit Abbie Campbell, die ihren Mann, während er schlief, erstochen hat. Blake erwirkt für Campbell Hafturlaub, damit diese ihre kleine Tochter Maisie bei ihrer jüngeren Schwester Erin besuchen kann. Als sie bei ihrem ersten Besuch sieht, dass ihre Tochter misshandelt wird, flieht sie in einem unbeaufsichtigten Moment gemeinsam mit ihr.
Im Verlauf der Ermittlungen wird klar, dass die Frauen der Familie ein Schicksal von Misshandlungen durchzieht. Bereits Abbie und Erin wurden von ihrem Vater körperlich misshandelt, wobei sich Abbie immer schützend vor ihre Schwester stellte und so das Hauptopfer war. Später erschlug Abbie Campbell ihren Mann in Notwehr, als dieser erneut versuchte, ihre Schwester zu vergewaltigen. Dabei wird auch klar, dass die kleine Maisie als Folge der ersten Vergewaltigung eigentlich deren Tochter ist.
Als Abbie während ihres Besuchs die körperlichen Misshandlungen der kleinen Maisie entdeckte, floh sie mit ihr und brachte sie nachts zur Psychologin Cathrin Blake, die ihrerseits Ärzte, Jugendamt und Polizei informierte. In der Folge wurde der verantwortliche Ehemann von Erin verhaftet, und Abbie beging Suizid mit einer Waffe, die ihre Mutter ihr dazu gegeben hat. Die Mutter von Abbie und Erin wusste die ganze Zeit von den Misshandlungen, unternahm aber nichts, da ihr der Ruf der Familie am wichtigsten war. Sie blieb juristisch unbelangt, Erin zog mit ihrer kleinen Tochter Maisie aus.

## Produktionsnotizen
Die Dreharbeiten für Familienbande erstreckten sich unter dem Arbeitstitel Überführt vom 3. November 2021 bis zum 12. Januar 2022 und fanden an der Westküste Irlands und in Galway statt.